# Giovanni Antonio Fasolo

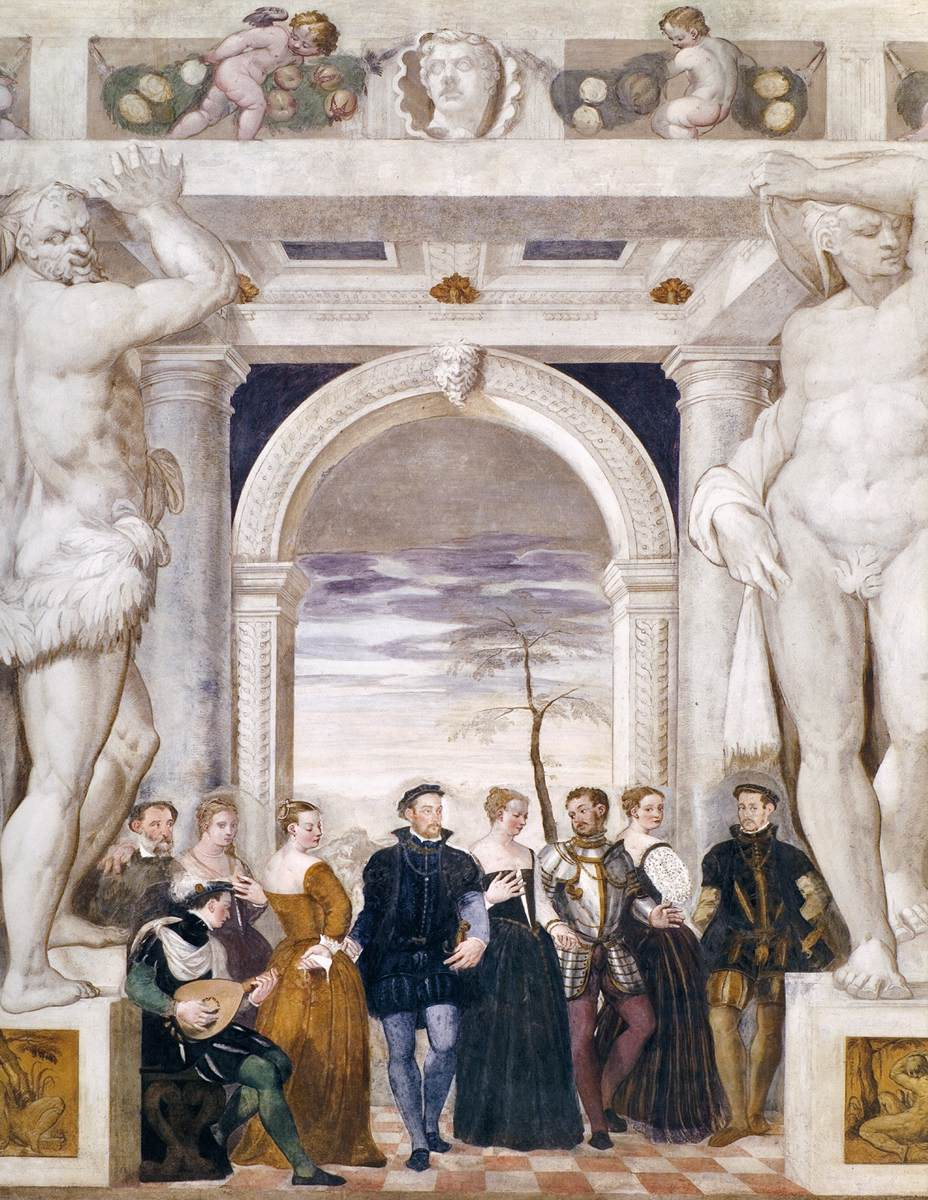
Invito al ballo, affreschi di Villa Caldogno.

Giovanni Antonio Fasolo (Mandello del Lario, 1530 – Vicenza, 1572) è stato un pittore italiano, operante nel territorio della Repubblica Veneta nel tardo Rinascimento.

## Biografia
Nato nel 1530 in Lombardia a Mandello del Lario (Lecco) (secondo altri a Orzinuovi, mentre alcuni sono propensi a credere che fosse vicentino di origini), trascorse nel vicentino gran parte della sua vita.
Andò a studiare pittura a Venezia, dove fu molto probabilmente studente di Paolo Veronese. Dal 1557 divenne un affrescatore indipendente.
Nel 1562 iniziò a collaborare con Andrea Palladio, affrescando ville e palazzi costruiti dall'architetto veneto. Nel 1570 decorò, assieme a Giovanni Battista Zelotti, il Palazzo Porto-Colleoni a Thiene e Villa Caldogno. Nel 1572 eseguì dei dipinti per la Loggia del Capitanio a Vicenza, ma qui, mentre dipingeva sul soffitto del palazzo, cadde dall'impalcatura e morì. Uno dei suoi allievi fu Alessandro Maganza.
Il Fasolo si distinse come un brillante interprete del linguaggio veronesiano, per il domestico realismo attraverso il quale focalizza le scene amorose e idilliche, pur mantenendo una certa fissità nelle figure e uno scarso senso delle proporzioni.

## Opere
(elenco parziale)

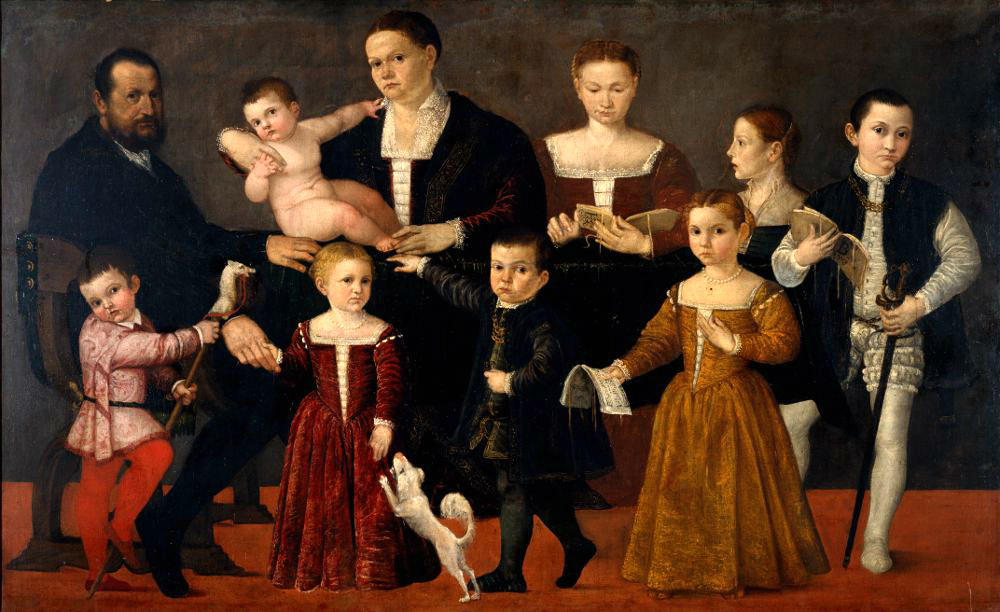
Ritratto della famiglia Valmarana

- Affreschi per Palazzo Chiericati, Vicenza
- Affreschi per Villa Sesso Schiavo, Sandrigo (Vicenza) (attribuito)
- Ritratto della famiglia Valmarana
- Ritratto di Ippolito Porto, Palazzo Valmarana, Vicenza
- Battesimo di San Giovanni, Chiesa della Natività della Beata Vergine Maria, Tricase (Lecce) (attribuito)
- Affresco nella facciata di Casa Cogollo, Vicenza (tracce)
- Ritratto di Giuseppe Gualdo con i figli Paolo e Paolo Emilio[3] e Ritratto di Paola Bonanome Gualdo con le figlie Laura e Virginia,[4] 1566-1567, Pinacoteca civica di Palazzo Chiericati, Vicenza
- Affreschi per il Palazzo Porto-Colleoni, Thiene (Vicenza), 1570 (con Giovanni Battista Zelotti)
- Affreschi per Villa Caldogno, Caldogno (Vicenza), 1570 (con Giovanni Battista Zelotti)
- Affreschi e 9 grandi tele per il Palazzo del Capitaniato (1572), Vicenza